# Centre d'instruction naval de Brest
Pour les articles homonymes, voir CIN et Centre d'instruction navale.

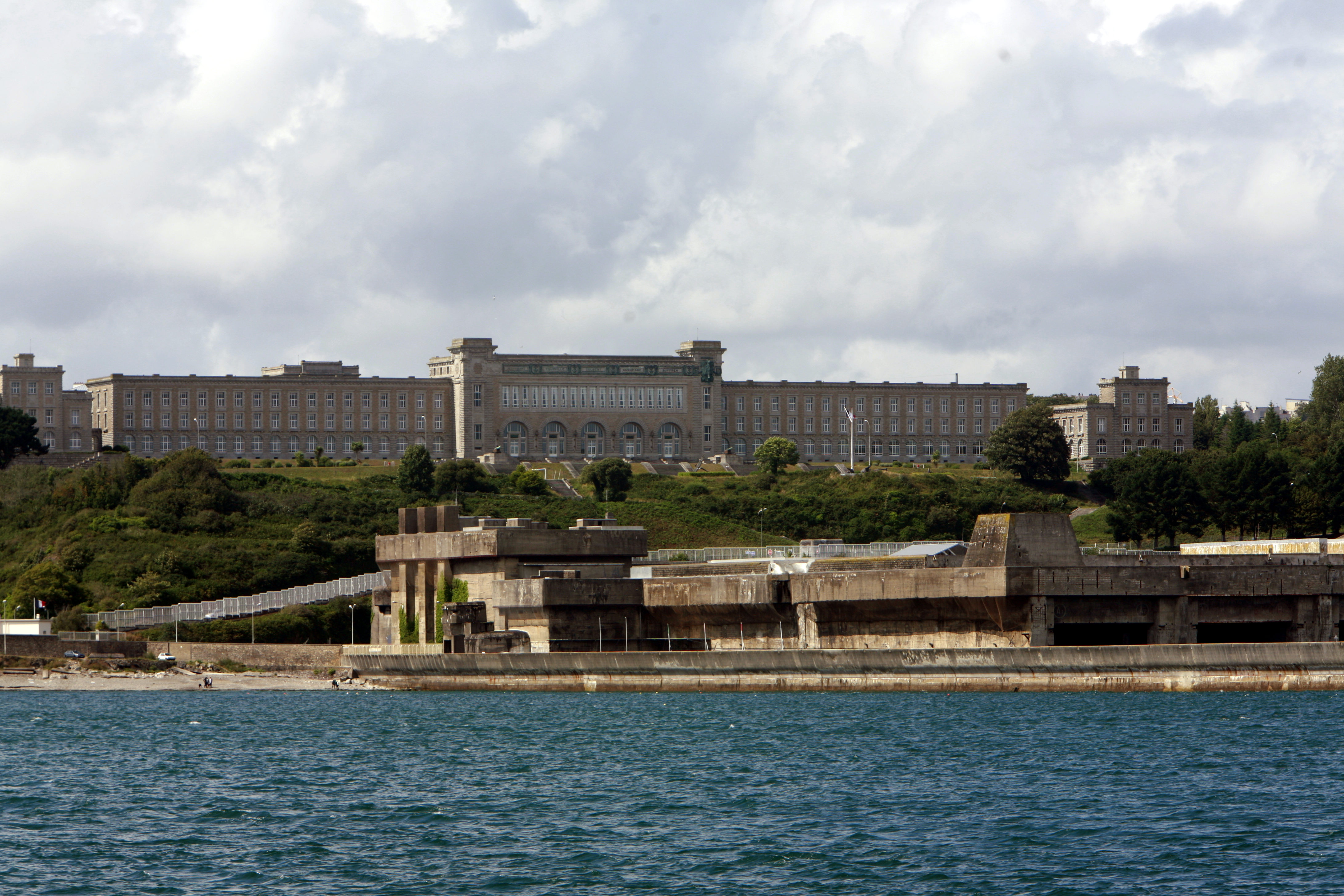

Le centre d'instruction naval de Brest (CIN Brest) se situe sur la commune de Brest dans les bâtiments de l'ancienne École navale. Il héberge 3 entités : 2 écoles de formation initiale (école des mousses- école de maistrance) et le lycée naval de Brest.
Sa mission est d’assurer le soutien aux écoles qu'il héberge et qui accueillent sur une année 1200 élèves maistranciers (au rythme de 4 sessions par an) et 248 mousses, 340 élèves du Lycée naval, 